# Greeffiella oxycaudata
Greeffiella oxycaudata är en rundmaskart som först beskrevs av Richard Greeff 1869.  Greeffiella oxycaudata ingår i släktet Greeffiella och familjen Desmoscolecidae. Inga underarter finns listade i Catalogue of Life.